# Philipp Freiherr von Boeselager
Philipp Freiherr von Boeselager (ur. 6 września 1917, zm. 1 maja 2008) – niemiecki ekonomista i wojskowy, w momencie poprzedzającym śmierć był przedostatnim żyjącym uczestnikiem grupy organizującej (nieudany) zamach na życie Adolfa Hitlera z 1944 r.
Podczas wojny jako oficer wojsk niemieckich uczestniczył w organizacji zamachu na Adolfa Hitlera, do którego doszło w jego kwaterze w Wilczym Szańcu na terenie obecnej Polski. To właśnie Boeslager przekazał bombę z zapalnikiem czasowym generałowi Stieffowi, który to następnie w pierwszych dniach lata 1944 roku przekazał ją głównemu wykonawcy zamachu, pułkownikowi Clausowi von Stauffenbergowi. Nie został aresztowany w wyniku śledztwa przeprowadzonego po zamachu przez nazistów tylko dzięki temu, iż większość jego towarzyszy znających jego rolę w spisku łącznie z jego bratem Georgiem już nie żyła, a reszta torturowanych towarzyszy zachowała milczenie na temat jego udziału w spisku.
Tuż przed śmiercią w 2008 francuska oficyna wydawnicza Librairie Académique Perrin wydała jego książkę, która pod tytułem Walkiria: Chcieliśmy zabić Hitlera ukazała się w Polsce w 2009 roku nakładem Wydawnictwa Sonia Draga.